# Barbara Pec-Ślesicka

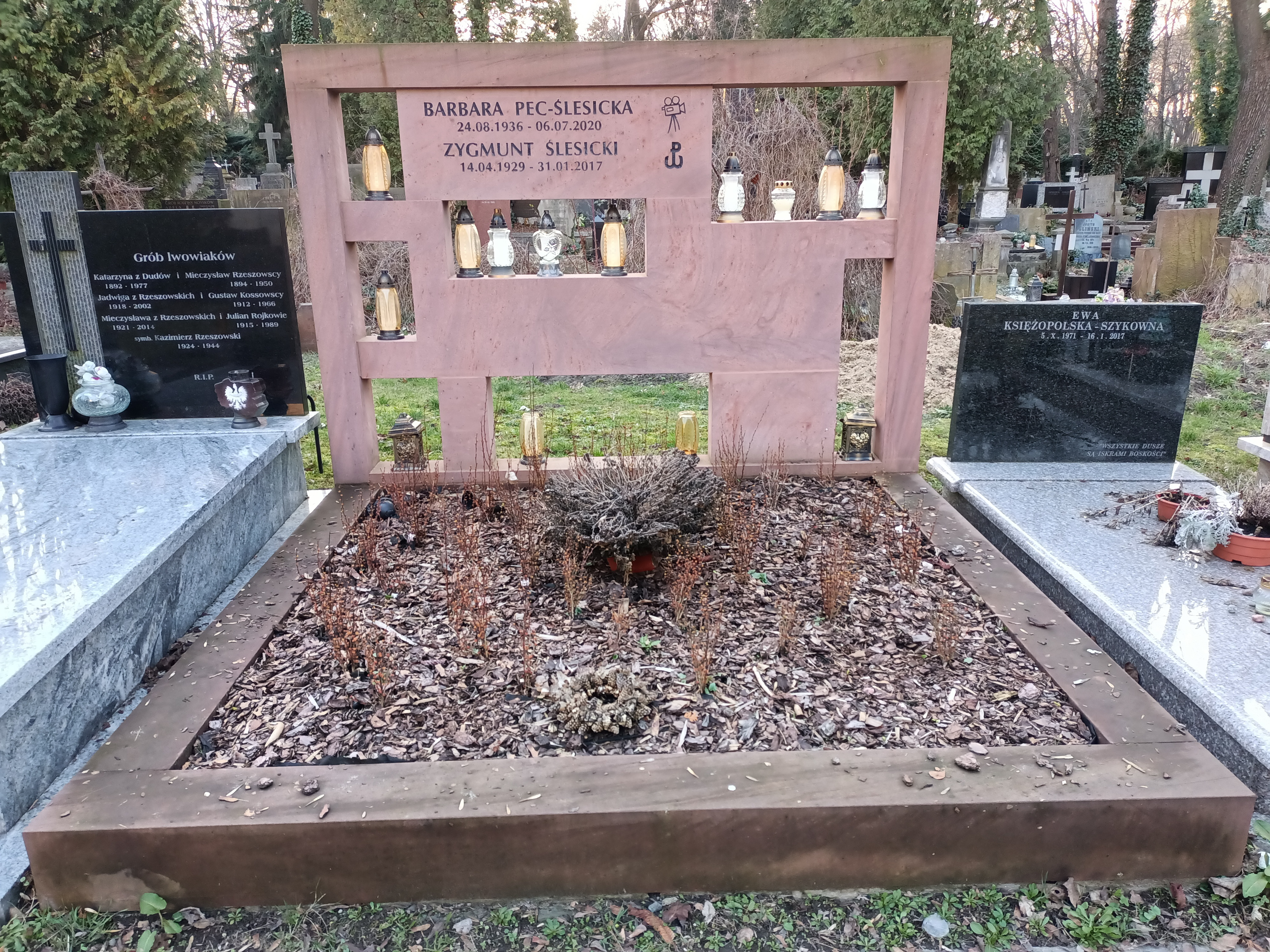
Grób Barbary Pec-Ślesickiej i Zygmunta Ślesickiego na cmentarzu ewangelicko-augsburskim w Warszawie

Barbara Pec-Ślesicka (ur. 24 sierpnia 1936 w Łodzi, zm. 6 lipca 2020) – polska filmowiec, kierownik produkcji licznych filmów fabularnych i seriali telewizyjnych.

## Życiorys
W ukończyła 1957 studia na Wydziale Organizacji Produkcji Filmowej Państwowej Wyższej Szkole Filmowej w Łodzi.
Profesjonalną karierę zawodową rozpoczęła w Zespole Filmowym „Syrena” od współpracy produkcyjnej przy realizacji komedii Ewa chce spać (1957) w reżyserii Tadeusza Chmielewskiego. Później dołączyła do Zespołu Filmowego „Kamera”. W latach 60. przy produkcjach filmowych zaczęła obejmować funkcję kierownika produkcji. Współpracowała przez wiele lat z Andrzejem Wajdą (m.in. przy Weselu, Człowieku z marmuru, Człowieku z żelaza i Pannach z Wilka, a także Dantonie, nagrodzonym w 1983 nagrodą BAFTA). Łącznie zrealizowali 25 filmów. Pracowała także z innymi polskimi reżyserami, jak Janusz Zaorski, Agnieszka Holland, Piotr Łazarkiewicz i Magdalena Łazarkiewicz. W latach 90. kierowała produkcjami m.in. swojego syna Macieja Ślesickiego (tj. Sara).
Była członkinią Polskiej Akademii Filmowej. W latach 1972–1983 była szefem produkcji Zespołu Filmowego X. Była współzałożycielką Mistrzowskiej Szkoły Reżyserii Filmowej Andrzeja Wajdy.
Pochowana 27 lipca 2020 na cmentarzu ewangelicko-augsburskim w Warszawie (aleja 68, grób 51/53).

## Życie prywatne
Była żoną koszykarza Zygmunta Ślesickiego oraz matką reżysera Macieja Ślesickiego.

## Odznaczenia
- Krzyż Oficerski Orderu Odrodzenia Polski (2011)[6]
- Krzyż Kawalerski Orderu Odrodzenia Polski (2001)[7]
- Srebrny Krzyż Zasługi (1975)[2]

## Filmografia (kierownik produkcji)
- 1967: Wycieczka w nieznane
- 1968: Przekładaniec
- 1968: Wszystko na sprzedaż
- 1969: Polowanie na muchy
- 1970: Brzezina
- 1970: Krajobraz po bitwie
- 1971: Trzecia część nocy
- 1972: Wesele
- 1974: Ziemia obiecana
- 1976: Człowiek z marmuru
- 1976: Smuga cienia
- 1978: Bez znieczulenia
- 1979: Dyrygent
- 1979: Panny z Wilka
- 1980: Z biegiem lat, z biegiem dni…
- 1981: Człowiek z żelaza
- 1983: Danton
- 1984: Baryton
- 1984: Zabawa w chowanego
- 1985: Jezioro Bodeńskie
- 1985: Kronika wypadków miłosnych
- 1986: Maskarada
- 1988: Biesy
- 1989: Ostatni dzwonek
- 1990: Europa, Europa
- 1990: Femina
- 1990: Korczak
- 1991: Odjazd
- 1992: Pierścionek z orłem w koronie
- 1995: Odjazd
- 1995: Tato
- 1996: Panna Nikt
- 1996: Wirus
- 1997: Sara
- 1997: 13 posterunek